# Lanny Barby
Lanny Barby (Montreal, Quebec; 29 de agosto de 1981) es una actriz pornográfica y modelo erótica canadiense retirada.

## Primeros años
Lanny Barby nació el 29 de agosto de 1981 en Montreal, Quebec. Empezó destacándose en el ámbito de locales nocturnos como shows de striptease con caños y presentaciones privadas, por lo cual fue contactada pronto por un agente para que incurriera en el mundo de las películas para adultos. Inició su carrera en el mundo del entretenimiento para adultos al cumplir los 18 años de edad. Desde entonces se ha convertido en una reconocida estrella porno y modelo erótica, y se ha destacado mucho en el mundo pornográfico, especialmente a través de Internet.

## Carrera profesional

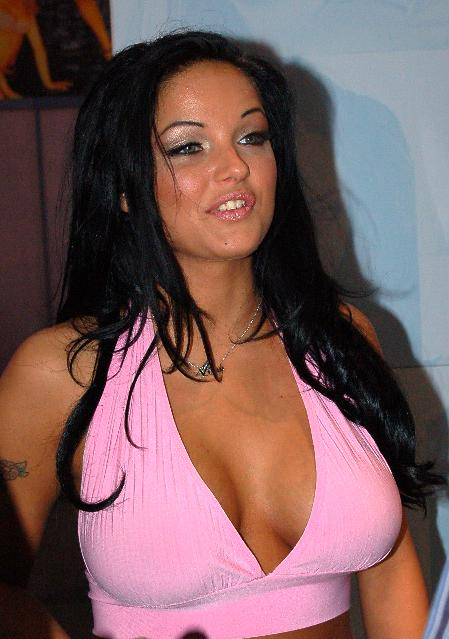
Lanny Barby en una Exposición de Entretenimiento para Adultos en 2006.

Su primera aparición en una película porno fue en el año 2001, en la película de bajo presupuesto titulada World Sex Tour 24, y el año siguiente apareció en la película 2 on 1 #14 donde realizó su primera escena hardcore, una doble penetración con Lexington Steele y Bobby Vitale. Ese mismo año apareció en la película Lewd Conduct 15.
Durante esa época Lanny Barby realizó sesiones de fotos para sitios web porno tales como adultcontent.ca bajo el nombre de Lenny Barbie. Este contenido, incluyendo escenas con Bruno B, apareció en múltiples sitios web.
Fue en este punto de su vida que Lanny conquistó en el mundo del entretenimiento para adultos. En 2003 realizó 10 películas y ese mismo año posó para la fotógrafa Suze Randall, a partir de lo cual apareció en la portada de varias revistas masculinas de gran fama, incluyendo Hustler, Club y Penthouse, en la cual fue la Penthouse Pet en junio de 2003.
Respecto a su orientación sexual, ella misma ha declarado: «Me gustan los hombres y las mujeres por igual para tener sexo. ¡Lo más importante es que puedan aguantar mi ritmo!».
Su matrimonio no ha detenido su carrera, ya que ambos han seguido actuando cada uno por su lado en diversas películas porno, incluso unas pocas semanas después de su boda el 1 de abril de 2005, se anunció que Lanny firmó un contrato exclusivo por varios años con Vivid Entertainment, siendo así la primera Vivid Girl de Montreal. Ha habido mucha confusión con la forma de escribir el nombre de Lanny durante años, pero desde el momento que firmó su contrato con Vivid Entertainment se hizo oficial la forma de deletrear su nombre como Lanny Barby.
Fue finalista de la primera edición de los Premios F.A.M.E., siendo nominada en varias categorías, como en «Cuerpo más caliente».

## Vida personal
Lanny Barby tiene una hermana, que también se ha aventurado en el porno bajo el nombre de Kimberly Franklin, también conocida como Kim Franklin. Comparten el mismo tatuaje de flores alrededor del brazo, ambas han actuado en películas porno juntas, en escenas lésbicas y tríos.
En 2005, en la página web de Lanny aparecieron declaraciones de que en realidad no eran hermanastras, a pesar de su notorio parecido físico. Estas últimas declaraciones han afirmado muchos allegados, se hicieron probablemente para evitar repercusiones legales y cualquier otra índole acerca de sus escenas juntas, las cuales les ayudó a aumentar su notoriedad. De acuerdo con el productor porno Jim Gunn: «Alguien que las conoce muy bien me dijo que Lanny y Kimberly son verdaderamente medio-hermanas (mismo padre), y basado en su parecido físico y la forma en que se relacionan, que observé trabajando con ellas durante unos años... Lo creo». Kim se retiró del mundo porno a principios de 2005, apareciendo sólo esporádicamente para sesiones de fotos.
Lanny se casó el 5 de marzo de 2005 con el también actor porno Julian Andretti.

## Premios y nominaciones
| Año  | Premio           | Resultado | Categoría                               | Película                       |
| ---- | ---------------- | --------- | --------------------------------------- | ------------------------------ |
| 2006 | Premios AVN      | Nominada  | Mejor escena de sexo anal – Video       | Ass Worship 8                  |
| 2006 | Premios F.A.M.E. | Nominada  | Actriz adulta favorita                  | —                              |
| 2006 | Premios F.A.M.E. | Nominada  | El cuerpo más caliente                  | —                              |
| 2006 | Premios F.A.M.E. | Nominada  | Estrella anal favorita                  | —                              |
| 2006 | Premios F.A.M.E. | Nominada  | Trasero favorito                        | —                              |
| 2007 | Premios AVN      | Nominada  | Mejor escena de sexo de chicas – Video  | Virtual Vivid Girl Sunny Leone |
| 2007 | Premios F.A.M.E. | Nominada  | El cuerpo más caliente                  | —                              |
| 2007 | Premios F.A.M.E. | Nominada  | La chica más sucia del porno            | —                              |
| 2008 | Premios F.A.M.E. | Nominada  | El cuerpo más caliente                  | —                              |
| 2008 | Premios FICEB    | Nominada  | Premio Ninfa: Mejor actriz              | City Sex                       |
| 2009 | Premios AVN      | Nominada  | Mejor escena de sexo en grupo de chicas | Where the Boys Aren't 19       |